# Gelbe Fidschi-Flaumfußtaube

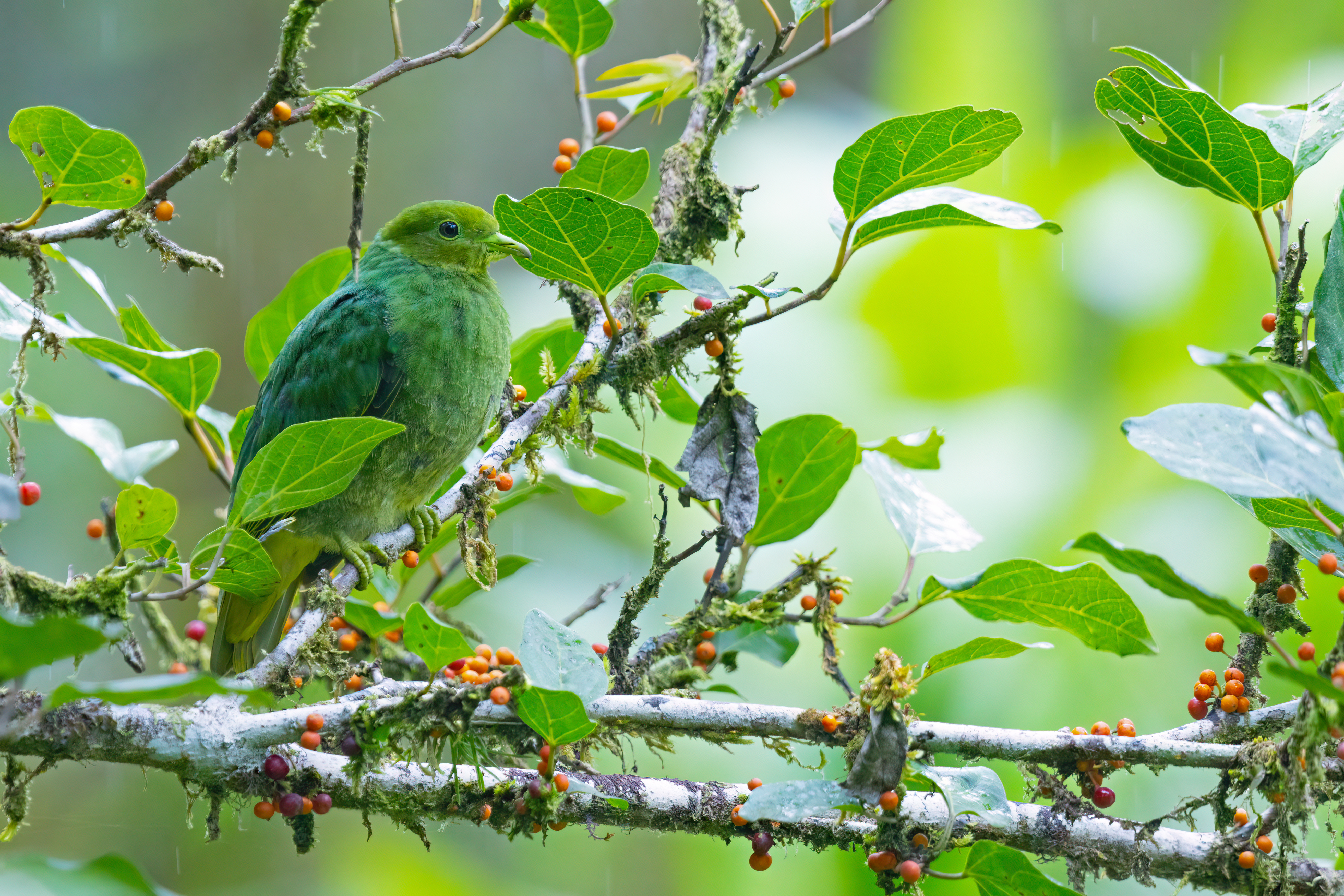
Gelbe Fidschi-Flaumfußtaube (Ptilinopus luteovirens), Weibchen

Die Gelbe Fidschi-Flaumfußtaube (Ptilinopus luteovirens), auch Goldfruchttaube oder Goldtaube genannt, ist eine Art der Taubenvögel, die zu den Flaumfußtauben zählt. Es ist eine kleine, kompakt gebaute und überwiegend grün gefiederte Art, die auf einigen der Fidschi-Inseln vorkommt. Der Geschlechtsdimorphismus ist bei dieser Art anders als bei den meisten Flaumfußtauben stark ausgeprägt.
Die Bestandssituation der Gelben Fidschi-Flaumfußtaube wird mit ungefährdet (least concern) angegeben. Es werden keine Unterarten unterschieden.

## Erscheinungsbild
Die Gelbe Fidschi-Flaumfußtaube erreicht eine Körperlänge von 18,5 bis 21 Zentimeter, wovon 4,9 bis 6,2 Zentimeter auf den Schwanz entfallen. Die Flügellänge beträgt 11,8 bis 12,4 Zentimeter. Der Schnabel ist 1,3 bis 1,45 Zentimeter lang. Daten zum Gewicht liegen bislang nicht vor.

### Männchen
Der Kopf ist von der Stirn bis zum Nacken senfgelb, die übrigen Federn von Hals, Mantel, Flügeldecken sind stark verlängert, so dass beispielsweise bei ruhenden Vögeln die Flügeldecken fast gänzlich verdeckt sind. Die einzelnen Federn sind jeweils senfgelb mit olivgrünen Federsäumen, was ein auffallendes, längsgestreiftes Muster erzeugt. Die Oberschwanzdecken sind grün und so lang, dass sie fast bis zum Ende der Steuerfedern reichen. Die Flügel und der Schwanz sind mattgrün mit gelben Federsäumen. Die Unterschwanzdecken und die Flügelunterseite sind zitronengelb.
Das Kinn ist limonengrün und geht in olivgrüne Ohrdecken und eine gelblichere Kehle über. Die Federn der Kehle sind außerdem etwas versteift, die Federn der unteren Kehle haben außerdem grüne Federsäume, wodurch diese Körperpartie leicht geschuppt wirkt. Die Hals- und Brustfedern haben die gleiche Farbe wie die der Körperoberseite, sind jedoch nicht so stark verlängert. Der Bauch ist orangegelb, die einzelnen Federn haben glänzende grüne Federschäfte. Die Unterschwanzdecken sind leuchtend schwefelgelb, die Steuerfedern sind auf der Unterseite blassgelb. Die Iris ist gelb bis golden, der Orbitalring ist vergleichsweise breit und von grüner Farbe. Der Schnabel ist grün, die Wachshaut ist unbefiedert, die Beine und Füße sind smaragdgrün.

### Weibchen
Die Körperoberseite ist vollständig dunkelgrün, lediglich die Bereiche rund um die Augen und die Ohrdecken sowie das Kinn und die Kehle sind etwas aufgehellt. Die Armschwingen sind dunkelgrün, die Handschwingen dagegen schwarz mit schmalen gelben Säumen an den Außenfahnen. Die Federn der großen Flügeldecke sind in gleicher Weise gesäumt.
Die Körperunterseite ist etwas heller und gelblicher als die Körperoberseite. Die Federn der Brust und des Bauches weisen außerdem blassgelbe Säume auf, die am Unterbauch besonders breit sind. Der Bürzel ist blassgelb, die Unterschwanzdecken sind mattgelb mit grünlichen Federmitten. Die Iris ist gelblich braun, der Orbitalring ist wie beim Männchen gefärbt, der Schnabel ist grün mit kleinen blassblauen Warzen an der Schnabelbasis. Die Füße und Beine sind grün.

## Verbreitungsgebiet und Lebensraum
Die Gelbe Fidschi-Flaumfußtaube kommt nur auf einigen Inseln der Fidschis vor, einer isolierten Inselgruppe im Südwestpazifik, die etwa 2100 Kilometer nördlich von Auckland, Neuseeland liegt. Die Küstenlänge beträgt insgesamt 1129 Kilometer. Der Archipel besteht aus 332 Inseln mit einer Gesamtfläche von 18.333 Quadratkilometern, von denen 110 bewohnt sind. Die Gelbe Fidschi-Flaumfußtaube kommt innerhalb dieser Inselgruppe auf Viti Levu, der mit 10531 Quadratkilometer größten Hauptinsel der Inselgruppe vor und besiedelt außerdem die an diese Insel angrenzenden Inseln Ovalau, Beqa, Gau und die Waya-Inseln.
Der Lebensraum der Gelben Fidschi-Flaumfußtaube sind offene Wälder, Galeriewäldern und Sekundärwäldern. Sie kommt auch in Regenwälder vor, wenn diese hohe Bäume und vergleichsweise wenig Unterholz aufweisen. Sie ist gelegentlich auch in der Nähe von Städten und Dörfern zu beobachten. Die Höhenverbreitung reicht von den Tiefebenen bis in Höhenlagen von 1200 Metern.

## Lebensweise
Die Gelbe Fidschi-Flaumfußtaube hält sich gewöhnlich im oberen Baumkronenbereich auf und kommt nur gelegentlich während der Nahrungssuche auch in den unteren Kronenbereich oder sucht Büsche auf. Trotz des auffallenden Gefieders des Männchens ist er im Kronenbereich kaum auszumachen. Die Anwesenheit des Männchens fällt vor allem durch seine Rufe auf. Sie ist grundsätzlich ein sehr agiler Vogel, der mit kurzen Flügel von Ast zu Ast wechselt und sich mitunter kopfüber von den Ästen hängen lässt, um an Früchte zu gelangen. Zumindest für die Weibchen hat man auch beobachtet, dass sie auch Insekten von Ästen und Blättern picken.
Die Fortpflanzungsbiologie der Gelben Fidschi-Flaumfußtaube ist bislang kaum untersucht. Das Nest ist eine taubentypische lose Plattform aus Ästen und Lianen, das in einem dichten Gebüsch oder einem Kletterpflanzendickicht errichtet wird. Das Gelege besteht aus nur einem einzelnen Ei.